# Lajos Kű
Lajos Kű (ur. 5 lipca 1948 w Székesfehérvárze) – węgierski piłkarz grający na pozycji napastnika. W swojej karierze rozegrał 8 meczów w reprezentacji Węgier i strzelił w nich 1 gola.

## Kariera klubowa
Swoją karierę piłkarską Kű rozpoczął w klubie Videoton SC z Székesfehérváru. W sezonie 1968 zadebiutował w nim w pierwszej lidze. Jeszcze w tym samym roku odszedł do Ferencvárosi TC z Budapesztu. Wraz z Ferencvárosi czterokrotnie zostawał wicemistrzem Węgier w latach 1970, 1971, 1973 i 1974. W latach 1972 i 1974 zdobywał z nim Puchar Węgier. W sezonie 1974/1975 grał w Vasasie Budapeszt, a w latach 1975–1977 w drużynie Volán SC.
W 1977 roku Kű wyjechał do Belgii i został zawodnikiem Club Brugge. W 1978 roku zagrał w przegranym 0:1 finale Pucharu Mistrzów z Liverpoolem. W sezonie 1979/1980 wywalczył z Brugge mistrzostwo Belgii.
W 1980 roku Kű został piłkarzem klubu Buffalo Stallions ze Stanów Zjednoczonych. W latach 1981–1984 grał w Austrii, w klubach SC Eisenstadt i FC Mönchhof. W 1984 roku zakończył karierę.

## Kariera reprezentacyjna
W reprezentacji Węgier Kű zadebiutował 14 maja 1972 roku w zremisowanym 2:2 meczu eliminacji do Euro 72 z Rumunią. W czerwcu tamtego roku zajął z Węgrami 4. miejsce w tym turnieju. Jego dorobek na Euro 72 to dwa mecze: półfinałowy ze Związkiem Radzieckim (0:1) i o 3. miejsce z Belgią (1:2), w którym strzelił gola W tym samym roku był podstawowym zawodnikiem kadry Węgier podczas igrzysk olimpijskich w Monachium, na których zdobył srebrny medal. W 1972 roku rozegrał w kadrze narodowej 8 meczów i strzelił 1 gola.
| Mecze i gole w reprezentacji | Mecze i gole w reprezentacji | Mecze i gole w reprezentacji | Mecze i gole w reprezentacji | Mecze i gole w reprezentacji | Mecze i gole w reprezentacji | Mecze i gole w reprezentacji |
| #                            | Data                         | Stadion                      | Rywal                        | Wynik                        | Gol                          | Rozgrywki                    |
| 1972                         | 1972                         | 1972                         | 1972                         | 1972                         | 1972                         | 1972                         |
| ---------------------------- | ---------------------------- | ---------------------------- | ---------------------------- | ---------------------------- | ---------------------------- | ---------------------------- |
| 1.                           | 14.05.1972                   | Bukareszt, Rumunia           | Rumunia                      | 2:2                          | 0                            | el. ME 1972                  |
| 2.                           | 17.05.1972                   | Belgrad, Jugosławia          | Rumunia                      | 2:1                          | 0                            | el. ME 1972                  |
| 3.                           | 25.05.1972                   | Sztokholm, Szwecja           | Szwecja                      | 0:0                          | 0                            | el. MŚ 1974                  |
| 4.                           | 14.06.1972                   | Liège, Belgia                | ZSRR                         | 0:1                          | 0                            | el. ME 1972                  |
| 5.                           | 17.06.1972                   | Bruksela, Belgia             | Belgia                       | 1:2                          | 1                            | el. ME 1972                  |
| 6.                           | 31.08.1972                   | Norymberga, RFN              | Dania                        | 2:0                          | 0                            | IO 1972                      |
| 7.                           | 03.09.1972                   | Pasawa, RFN                  | NRD                          | 2:0                          | 0                            | IO 1972                      |
| 8.                           | 10.09.1972                   | Monachium, RFN               | Polska                       | 2:1                          | 0                            | IO 1972                      |